# Dodatek bieszczadzki
Dodatek bieszczadzki – instrument finansowy mający na celu wsparcie osadnictwa w Bieszczadach po latach wyludnienia tego rejonu związanego z akcją „Wisła” i walkami z UPA.
Dodatek wprowadzono w połowie lat 60. XX wieku dla osób osiedlających się w rejonie Bieszczadów (powiaty: sanocki, leski i ustrzycki) i pracujących w gospodarce uspołecznionej (leśnictwo, opieka medyczna, szkolnictwo). Wynosił 10% wynagrodzenia i miał stanowić zachętę do podejmowania pracy na wyludnionych terenach gmin bieszczadzkich. Uchwała Komitetu Ekonomicznego Rady Ministrów z 1959 w sprawie zagospodarowania Bieszczadów zakładała osiedlenie na tym terenie do końca 1965 pięciu tysięcy osadników. Planu tego w pełni nie zrealizowano.